# Julimes
Julimes är en ort i Mexiko.   Den ligger i kommunen Julimes och delstaten Chihuahua, i den nordvästra delen av landet, 1 200 km nordväst om huvudstaden Mexico City. Julimes ligger 1 116 meter över havet och antalet invånare är 1 795.
Terrängen runt Julimes är platt.  Trakten runt Julimes är nära nog obefolkad, med mindre än två invånare per kvadratkilometer. Närmaste större samhälle är Jiménez, 10,4 km söder om Julimes. Omgivningarna runt Julimes är i huvudsak ett öppet busklandskap.